# Gerard Kuiper
Gerard Kuiper, född Gerrit Pieter Kuiper 7 december 1905 i Nederländerna, död 23 december 1973 i Mexico City, var en nederländsk-amerikansk astronom.
Kuiper var den förste att förutsäga existensen av Kuiperbältet i solsystem på rent teoretiska grunder 1951. Han upptäckte Uranus-månen Miranda, Neptunus-månen Nereid och Titans atmosfär.

## Utmärkelser
Kuiper-kratern på månen, Kuiper-kratern på Mars och Kuiper-kratern på Merkurius är alla uppkallade efter honom.
Även Kuiperbältet och asteroiden 1776 Kuiper är uppkallade efter honom.
NASA:s flygburna observatorium Kuiper Airborne Observatory, aktivt 1975–1995, var också uppkallat efter honom.